# Medardo (película)
Medardo es una película ecuatoriana basada en la vida del poeta guayaquileño Medardo Ángel Silva, dirigida por Nitsy Grau Crespo y producida, escrita y protagonizada por Julio Ortega.

## Sinopsis
La historia gira en torno al escritor, periodista, músico y compositor autodidacta, Medardo Ángel Silva, considerado el mayor representante del modernismo en la poesía ecuatoriana y parte de la llamada generación decapitada. La vida intensa del controversial poeta, su conflicto continuo ante una sociedad hipócrita y conservadora, y el misterio de su muerte, producto del conflicto amoroso entre la joven de 15 años, Rosita Amada, su eterno amor imposible, y su fuerte atracción hacia la muerte, a quien llamaba Emperatriz y que inspiraba sus versos, por lo que se conoce que se suicidó, son parte de este filme.

## Antecedentes

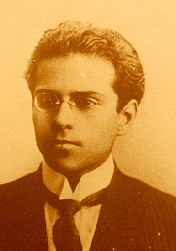
Medardo Ángel Silva.

Julio Ortega escribió el guion de la obra teatral Medardo, con el alma en los labios, en 2010, mientras cursaba un taller de dramaturgia en Nueva York y en donde le pidieron un personaje, por lo que escogió a Medardo Ángel Silva, ya que Ortega siempre ha admirado la figura mítica del poeta. Kayros Theater Group, fundada por Ortega, presentó la obra teatral en Broadway, Nueva York, Estados Unidos, en 2012, con Van Weert como productor y dirigida por el puertorriqueño José Cheo Oliveras. En 2013, la obra obtuvo el Premio Artistas de Teatro Independiente (ATI) a la mejor producción y a la mejor actriz por la interpretación de Zulaika Velázquez como Rosa Amada Villegas, junto al reconocimiento como mejor reposición de la Asociación de Cronistas del Espectáculo (ACE), dio el impulso para realizarse en la pantalla grande. El guio fue adaptado por Ortega para la película de Medardo.

## Producción
El filme fue dirigido por Nitsy Grau Crespo y producido por Julio Ortega, quien escribió y adaptó el guion. El proyecto fue financiado por el empresario holandés Jos Van Weert.

### Rodaje
El rodaje de la película inició el 25 de febrero de 2014 y duró aproximadamente 5 semanas. La producción está ambientada en 1919 y para reproducir el itinerario del personaje, quien existió hace alrededor de 100 años, fue un reto complicado, puesto que Guayaquil, ciudad donde vivió el poeta, no guarda vestigios de dicha época. La película se basó en la hipótesis de la versión del suicidio. Se recreó fragmentos de su obra en algunas escenas, tales como “Lejos de ti comprendo lo mucho que te quiero, y besando tus cartas ingenuamente lloro” o “Mi dolor de vivir es un dolor de amar, y al son de la garúa, en la antigua calleja, me invade un infinito deseo de llorar”. En la asesoría histórica intervino Silvia Vélez de Martínez.

#### Locación
La película se filmó en distintas locaciones como barrio Las Peñas, Parque de las Iguanas (Seminario), Parque Histórico Guayaquil y la Casona Universitaria (Guayas). En el caso del Parque Seminario, debido al ruido de la ciudad, se reconstruyó el sonido en estudio .

### Posproducción

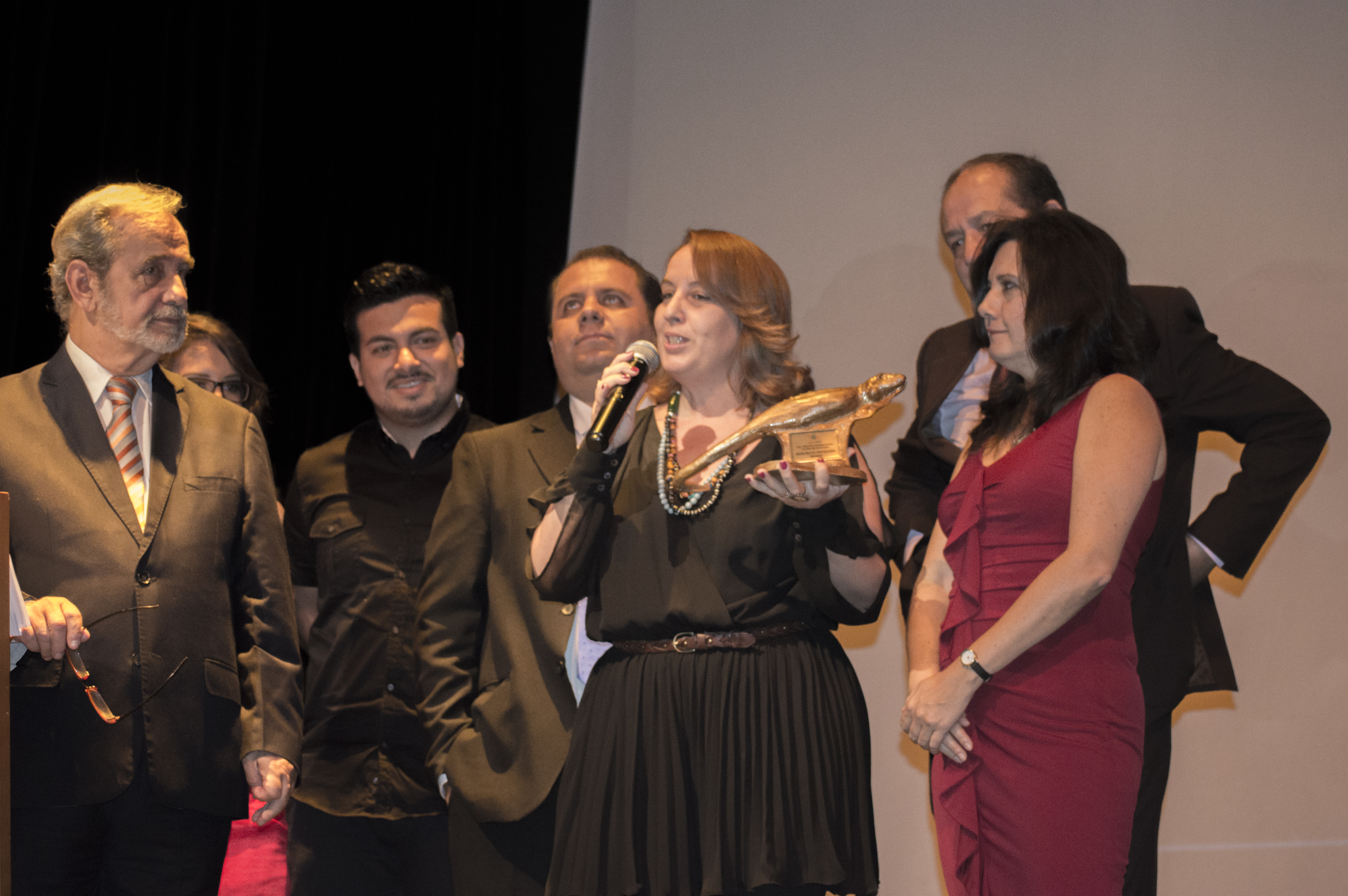
Nitsy Grau Crespo recibe la Iguana Dorada a la Mejor película guayaquileña, junto al equipo de producción de Medardo, por parte de Antonio Santos en 2015.

Para que la cinta sea congruente a la época de 1919, se borró mediante la posproducción todo tipo de elementos actuales como los semáforos, pues se rodó en exteriores de la ciudad. La película fue grabada con una sola cámara en 4k y se hizo la exportación directa a formato digital para la etapa de transfer en Argentina.

#### Sonido
La banda sonora se grabó en los estudios de Fediscos, en la ciudad de Guayaquil. La composición de la banda sonora de la película fue diseñada por el músico quiteño Nelson García y creada por el ingeniero de sonido Charles Taylor, incluyendo el sonido de ambiente y la musicalización.

### Elenco
Julio Ortega protagonizó la cinta interpretando al poeta Medardo Ángel Silva, además de tener un gran parecido físico al mismo, pues los archivos históricos indican que Medardo era bajo y de tes morena, y Ortega es de tes canela. Fátima Mayorga es la actriz que interpretó a Rosa Amada Villegas, el eterno amor de Medardo. La actriz venezolana Lupita Ferrer llegó al proyecto, luego que el presidente de la Asociación de Cronistas de Espectáculos (ACE) de Nueva York, le comentó de la película y la puso en contacto con Julio Ortega, quedando enamorada del proyecto e interpretó a Rosa Morán de Villegas, la madre de Rosa Amada Villegas. Los actores ecuatorianos que formaron parte de la cinta son Augusto Enríquez, Vanessa Ortiz, Andrés Garzón y Pepe Sánchez. La muerte fue también representada como un personaje en la cinta, interpretada por Edna Lee Figueroa, debido a la fijación por la misma de parte del poeta. José Andrés Caballero interpretó al poeta Lauro Dávila Echeverría, quien se casó con Rosa Amada.

## Estreno
La cinta tuvo su preestreno el 13 de mayo de 2015 en Nueva York, ya que ahí fue donde nació la obra al ser escrita y presentada como obra teatral por Julio Ortega, actor ecuatoriano que reside en Estados Unidos, teniendo aceptación del público internacional y nacionales residentes. El 5 de junio de 2015 se estrenó en los cines de Ecuador a nivel nacional, a días de que se cumplan los aniversarios del nacimiento y muerte del poeta Medardo.
Por motivo de los 100 años de la muerte del poeta, el 10 de junio de 2019, a las 15h00, se proyectó la película Medardo en el Museo Antropológico y de Arte Contemporáneo (MAAC), organizado por la Asociación Cultural Cerro Santa Ana.

## Reconocimientos
Medardo recibió el galardón de la Iguana Dorada a Mejor película guayaquileña, en la primera edición del Festival Internacional de Cine de Guayaquil, en 2015.